# 定西州
定西州，中国古代的州。
北宋绍圣二年（1096年）筑定西城，名定西寨，隶属巩州。金朝皇统二年（1142年）建定西县，贞祐四年六月（1216年），定西县升为定西州，下辖三县：定西县、安西县、通西县。治所在定西县（今甘肃省定西市安定区）。元朝至元三年，并三县入本州，至正十二年（1352年），陇中地震，改定西州为安定州。明朝洪武十年（1377年），定西州降为安定县，隶属陕西承宣布政使司巩昌府，清朝隶属甘肃省巩昌府。民国三年（1914年）安定县改为定西县。